# Nitisinon
Nitisinon – auch bekannt als NTBC, die Abkürzung von 2-(2-Nitro-4-trifluormethyl-benzoyl)-1,3-cyclohexandion – ist ein Arzneistoff zur Behandlung der angeborenen Stoffwechselstörungen Tyrosinämie Typ I und Alkaptonurie, seit 2005 unter dem Handelsnamen Orfadin (Swedish Orphan Biovitrum, SOBI) von der EMA zugelassen.

## Geschichte
Nitisinon wurde ursprünglich als Herbizid entwickelt. Bei Verträglichkeitstesten durch die entwickelnde Firma wurde eine nachteilige Wirkung bei Ratten in Form einer massiven Konzentrationserhöhung der Aminosäure Tyrosin im Blut entdeckt.

## Synthese
Nitisinon wird durch Acylierung von 1,3-Cyclohexandion mit 2-Nitro-4-trifluormethylbenzoylchlorid hergestellt. Als 1,3-Dicarbonylverbindung liegt es im Gleichgewicht mit seinen Tautomeren vor.

## Eigenschaften
Nitisinon hemmt reversibel das zweite Enzym im Katabolismus (Abbau) von Tyrosin, die 4-Hydroxyphenylpyruvat-Dioxygenase (4-HPPD), sodass Tyrosin nur noch bis zur Stufe von 4-Hydroxyphenylpyruvat abgebaut werden kann. Die Ausscheidung aller nachfolgenden Metabolite, wie Homogentisinsäure oder Succinylaceton mit dem Urin verringern sich oder lassen sich nicht mehr nachweisen.

## Anwendungsgebiete
Nitisinon wird eingesetzt zur Behandlung der Tyrosinämie Typ I (Fumarylacetoacetase-Defekt). Hierbei handelt es sich um eine angeborene Stoffwechselstörung im Abbau der phenolischen Aminosäure Tyrosin (und Phenylalanin). Nach Gabe von Nitisinon kommt es automatisch zu einer Erhöhung der Tyrosinkonzentration im Blut, weshalb die Behandlung mit Nitisinon meist mit einer speziellen Diät gekoppelt werden muss (phenylalanin- und tyrosinreduziert). Nach Gabe von Nitisinon verringert sich außerdem die Ausscheidung von Homogentisinsäure drastisch, weshalb eine Anwendung zur Behandlung einer weiteren angeborenen Stoffwechselstörung, der Alkaptonurie (Mangel an Homogentisatdioxygenase) geeignet ist. In Tierversuchen bleiben die Pigmentablagerungen der Alkaptonurie aus. Hierzu sind geringere Dosen notwendig als bei der Behandlung der Tyrosinämie Typ I. Nitisinon (Orfadin) ist jedoch noch nicht für die Behandlung der Alkaptonurie zugelassen. Bisher liegen keine wissenschaftlichen Langzeitstudien vor, die den klinischen Effekt der Behandlung belegen.

## Dosierung
Empfohlen wird die Einnahme von Nitisinon (Orfadin) in einer Dosierung von 1 bis 2 mg/kg KG (Körpergewicht) und Tag, oral vor oder nach einer Mahlzeit eingenommen in 2 Dosen pro Tag (obwohl die biologische Halbwertzeit 54 Stunden beträgt).

## Anwendung während Schwangerschaft und Stillzeit
Untersuchungsergebnisse über die Wirkung von Nitisinon bei Schwangeren oder Stillenden liegen nicht vor. Bei Tierversuchen wurden zwar Beeinträchtigungen der Feten gesehen, Erfahrungen beim Menschen liegen aber nicht vor [pregnancy risk categories (PRC) C der amerikanischen Food and Drug Administration (FDA)]. Bei einem schweren klinischen Verlauf einer Tyrosinämie Typ I kann der zu erwartende Nutzen einer Nitisinon-Medikation so hoch sein, dass die möglichen Risiken in Kauf genommen werden können.
Da Nitisinon bei Tierversuchen auch in der Milch gefunden wurde, sollte entweder nicht gestillt oder von einer Medikamentengabe während der Stillzeit abgesehen werden.

## Therapiekontrollen
Die Konzentration von Nitisinon im Blut zur Therapiekontrolle lässt sich mittels Tandem-Massenspektrometrie quantifizieren. Begonnen wird die Behandlung mit einer Dosierung von 1 mg/kg KG und zunächst die Ausscheidung von Succinylaceton im Urin kontrolliert. Ist Succinylaceton nach Monaten immer noch in messbaren Mengen im Urin zu finden, wird die Dosis zunächst ab 1,5, dann auf 2 mg/kg KG erhöht. Langzeitkontrollen bestehen in Quantifierungen von Nitisinon im Blut und/oder Succinylaceton im Urin.
Zur Kontrolle der eiweißreduzierten Diät sollen die Blutkonzentrationen von Tyrosin und Phenylalanin regelmäßig bestimmt werden.

## Nebenwirkungen
Nitisinon hat verschiedene Nebenwirkungen, wobei die Häufigsten passagere Leukocyto- und/oder Thrombocytopenien (Verminderung der weißen Blutkörperchen und der Blutplättchen) sind. Zusätzlich wurden bisher als Nebenwirkungen gemeldet: Kopfschmerzen, Konjunktivitis, Keratitis, Hornhauttrübung, Photophobie (Lichtscheu), Augenschmerzen, Appetitlosigkeit sowie Erbrechen u. a.
Die Häufigkeit der bei Patienten mit Tyrosinämie Typ I auftretenden Leberkarzinome wird durch Nitisinon-Therapie nicht beeinflusst.

## Interaktionen
Interaktionen von Nitisinon mit anderen Medikamenten oder Substanzen sind bisher nicht bekannt.